# Qendër Bulgarec
Qendër Bulgarec is een plaats en voormalige gemeente in de stad (bashkia) Korçë in de prefectuur Korçë in Albanië. Sinds de gemeentelijke herindeling van 2015 doet Qendër Bulgarec dienst als deelgemeente en is het een bestuurseenheid zonder verdere bestuurlijke bevoegdheden. De plaats telde bij de census van 2011 9.022 inwoners.

## Bevolking
In de volkstelling van 2011 telde Qendër Bulgarec 9.022 inwoners, een daling van 1.364 personen ten opzichte van 10.386 inwoners op 1 april 2001. Dit komt overeen met een gemiddelde bevolkingsgroei van −1,3% per jaar.
Van de bevolking was in 2011 ongeveer 18,6% 0 tot 15 jaar oud, 66,8% was tussen 15-64 jaar en 14,6% was 65 jaar of ouder. 

### Religie
De soennitische islam is de grootste religie in Qendër Bulgarec: ruim 6.000 van de 9.000 inwoners identificeerden zichzelf in 2011 met de islam, oftewel 67% van de bevolking. De belangrijkste minderheid vormden de 700 oosters-orthodoxe christenen (c. 8%), gevolgd door kleinere aantallen bektasji's en katholieken. De rest van de bevolking had een andere en/of geen religie.
| Plaats          | Bevolking (2011) | Islam (%)      | Katholiek (%) | Orthodox (%) | Bektashisme (%) |
| --------------- | ---------------- | -------------- | ------------- | ------------ | --------------- |
| Qendër Bulgarec | 9.022            | 6.046 (67,01%) | 99 (1,10%)    | 714 (7,91%)  | 170 (1,88)      |